# 김주희 (축구인)
김주희(1985년 3월 10일 ~ )는 대한민국의 은퇴한 여자 축구 선수이다. 대한민국 여자 축구 국가대표팀의 일원으로 2003 FIFA 여자 월드컵에 참가했었다.